# Açude Camalaú
Açude Camalaú é um reservatório localizado no município de Camalaú, no estado da Paraíba, região Nordeste do Brasil. Construído com o objetivo principal de abastecimento hídrico e regularização de vazão do Rio Paraíba, o açude possui capacidade para armazenar cerca de 48 milhões de metros cúbicos de água. Faz parte do sistema hídrico estratégico da bacia do Rio Paraíba, sendo também um dos pontos de recepção das águas da Transposição do Rio São Francisco no estado. Sua importância estende-se ao abastecimento de comunidades próximas, controle de cheias e uso em atividades agropecuárias.

## História
A construção do Açude Camalaú teve início no ano de 1982, como parte de um conjunto de obras voltadas para o combate à seca e melhoria da segurança hídrica no semiárido paraibano. A obra foi executada pelo Departamento Nacional de Obras Contra as Secas (DNOCS) e concluída em 1985, durante um período de forte investimento federal em infraestrutura hídrica, sendo que desde sua conclusão, o açude passou a integrar o sistema de reservatórios do Cariri Ocidental da Paraíba, contribuindo diretamente para a irrigação, o abastecimento de água potável e o equilíbrio ambiental da região. Em 2017, passou a receber águas do Eixo Leste da Transposição do Rio São Francisco, o que reforçou ainda mais sua relevância estratégica, sendo que sua operação tem sido fundamental durante os períodos de estiagem prolongada, funcionando como reservatório regulador para outras localidades da bacia.

## Características
O Açude Camalaú é uma barragem de terra construída sobre o leito do Rio Paraíba, com capacidade de armazenamento de até 48 milhões de metros cúbicos de água, localizado a uma altitude média de 620 metros acima do nível do mar, o açude apresenta uma estrutura simples e eficiente, adequada às características geográficas da região do Cariri paraibano. Sua função principal é a acumulação de água para múltiplos usos: abastecimento humano, irrigação de pequenos cultivos, dessedentação animal e manutenção do fluxo hídrico rio abaixo. Desde a integração com a Transposição do São Francisco, tem servido também como ponto de derivação para outros sistemas, cujo monitoramento ocorre pela AESA (Agência Executiva de Gestão das Águas do Estado da Paraíba) e é operado tecnicamente pelo DNOCS. A estrutura do açude inclui um vertedouro e canais auxiliares, além de comportas que regulam o envio de água para outros reservatórios, como o de Boqueirão.